# Патриша Аркет
Патриша Аркет (енгл. Patricia Arquette; Чикаго, 8. април 1968) америчка је филмска и телевизијска глумица. На филму је почела наступати 1987. године. Позната је по улогама у ТВ–серији Медијум и у филму Одрастање, за који је добила Златни глобус и била номинована за Оскара. Добитница је Оскара за 2014. годину за најбољу споредну улогу у филму Одрастање.